# Symptoms + Cures
Symptoms + Cures is het vierde studioalbum van de Canadese hardcore punk band Comeback Kid. Het album werd uitgegeven op 31 augustus 2010 en is het eerste album dat de band via het label Distort Entertainment uit liet geven, nadat Smallman Records gestopt was. In de Verenigde Staten wordt het gedistribueerd door Vagrant Records.

## Nummers
1. "Do Yourself a Favor" - 2:30
2. "Crooked Floors" - 3:12
3. "G.M. Vincent & I" - 3:33
4. "Because of All" - 3:38
5. "The Concept Stays" - 3:06
6. "Balance" - 4:03
7. "Symptoms + Cures" - 3:55
8. "Manifest" - 3:57
9. "Get Alone" - 4:16
10. "Magnet Pull" - 2:49
11. "Pull Back the Reins" - 5:01

## Muzikanten

### Band
- Jeremy Hiebert - gitaar
- Andrew Neufeld - zang
- Kyle Profeta - drums
- Casey Hjelmberg - gitaar
- Matt Keil - basgitaar

### Gastmuzikanten
- Nuno Pereira (A Wilhelm Scream) - zang in het nummer "The Concept Stays"
- Liam Cormier (Cancer Bats) - zang in het nummer "Balance"
- Sam Carter (Architects) - zang in het nummer "Pull Back the Reins"